# Ямагути, Каппэй
Каппэй Ямагути (яп. 山口 勝平 Ямагути Каппэй, настоящее имя — Мицуо Ямагути, 23 мая 1965, Фукуока) — сэйю и актёр. Наиболее известные роли — Ранма Саотомэ («Ранма ½»), Томбо («Ведьмина служба доставки»), Яттаро («Коты-самураи»), Инуяся («Инуяся»), L («Тетрадь смерти»), Усопп (One Piece).
Участвовал в мероприятиях Отакон 2008 (Otakon 2008), Сакура-кон 2009 (Sakura-Con 2009). Женат, есть сын и дочь. На Tokyo Anime Award 2003 (Tokyo International Anime Fair 2003) получил награду как лучший сэйю.
Женат, есть дочь (Аканэ) и сын (Рюноскэ), оба также являются актерами озвучания. 

## Озвучка в анимации
Основные роли:
1988
- Легенда о героях Галактики OVA-1 — Ланберц

1989
- Ранма ½ [ТВ] — Ранма (парень)
- Ведьмина служба доставки — Томбо
- Dash! Yonkuro — Дзэнто
- Chinpui — Нуруо Унаки

1990
- 1+2=Paradise — Юсукэ Ямамото
- Коты-Самураи — Яттаро
- Fushigi no Umi no Nadia — Хаммер
- Лабиринт Рёкунохара — Каната Токино
- Летопись войн острова Лодосс OVA — Этох
- Хаккэндэн: Легенда о Псах-Воинах — Сосукэ Инукава
- Жестокий Джек OVA-3 — Сабуро
- Chibi Maruko-chan (1990) — Оно-кун
- Ветер амнезии — Джонни

1991
- Koha Ginjiro — Гиндзиро Ямадзаки
- Slow Step — Сю Акиба
- Священная Риг-Веда — Рю-О
- Легенда о Королях-Драконах — Амару Рюдо
- Сказание об Арислане — Арслан
- Ранма ½ (фильм первый) — Ранма (парень)
- Это Гринвуд — Тэмма Койдзуми

1992
- Фея цветов Мэри Белл [ТВ] — Барт в детстве
- Гигантский робот OVA — Дайсаку Кусама
- Обречённая любовь 1989 — Кацуми Сибуя
- Ранма ½ (фильм второй) — Ранма (парень)
- Oira Sukeban — Сукэ Бандзи
- Базука Ханаппэ — Ханаппэ
- Yuu Yuu Hakusho TV — Дзин
- Токио — Вавилон (Х) — Субару Сумэраги

1993
- Miracle Girls — Юя Нода
- Kouryuu Densetsu Villgust — Бостов
- Яйба, самурай-легенда — Кэрокити
- Сны оружия — Юго
- Jungle no Ouja Taa-chan — Этэкити
- Ранма ½ OVA-1 — Ранма (парень)
- Пожалуйста, спасите мою Землю! — Харухико

1994
- Akazukin Chacha — Тётаро
- Стальной дракон — Уцуномия
- Koukou Butouden Crows — Ясуо
- Umeboshi Denka: Uchuu no Hatekara Panparopan! — Санкаку
- Пластиковая малышка — Николь
- Mobile Fighter G Gundam — Сай Сайти
- Red Baron — Кэн Курэнаи
- Ранма ½ (фильм третий) — Ранма (парень)
- Боец Баки OVA — Баки Хамма
- Mahoujin Guru Guru TV — Принц Никомо
- Dengeki Oshioki Musume Gootaman R : Ai to Kanashimi no Final Battle — Сибуя
- Ранма ½ Спэшл OVA-2 — Ранма (парень)

1995
- Kishin Doji Zenki — Маленький Дзэнки
- Ai Tenshi Densetsu Wedding Peach — Такуро Амано
- Gokinjo Monogatari — Цутому Ямагути
- Ранма ½ СУПЕР OVA-3 — Ранма (парень)
- Zukkoke Sanningumi Kusunoki Yashiki no Guruguru-sama — Рёхэй Хатия (Хатибэ)

1996
- Детектив Конан [ТВ] — Синъити Кудо
- Fire Emblem: Mystery of the Emblem OVA — Джулиан
- Храбрая команда Дагвон [ТВ] — Рай Уцуми
- Gokinjo Monogatari (1996) — Цутому Ямагути
- Видение Эскафлона [ТВ] — Честа
- B’tX — Кимира
- Dragon Quest (фильм четвёртый) — Кира
- Малыш Ака и я — Такуя Эноки
- Chouja Reideen — Кайл Мун
- Houma Hunter Lime — Басс
- Бронза: Обречённая любовь-2 — Кацуми Сибуя
- Ai Tenshi Densetsu Wedding Peach DX — Такуро Амано

1997
- Ayane-chan High Kick — Каппэй Инагаки
- В джунгли! — Такума
- Вечная семейка — Сасукэ / Тамасабуро
- Покемон [ТВ] — Тору (Тодд / Снэп)
- Detective Conan: The Time Bombed Skyscraper — Синъити Кудо
- Детективы академии КЛАМП — Кэнтаро Хигасикумару
- Ninpen Manmaru — Танутаро
- Доктор Сламп [ТВ-2] — Домбэ
- Rurouni Kenshin — Фильм — Ясухару Масасино

1998
- Bomberman B-Daman Bakugaiden — Мидорибон (эп. 2)
- Ковбой Бибоп [ТВ] — Ринт (эп. 10)
- Takoyaki Mant-Man — Синий
- Волшебная сцена модницы-Лалы — Таро Ёсида
- Silent Moebius — Флекс
- Детектив Конан (фильм 02) — Синъити Кудо
- DT Eightron — Юя
- Seishoujo Kantai Virgin Fleet — Сада
- Искусство тени [ТВ] — Лоу

1999
- Kamikaze Kaitou Jeanne — Нойн
- Digimon: Digital Monsters — Тюмон
- Aoyama Goushou Tanpenshuu — Ютака Такай
- Eden’s Bowy — Йорн
- Детектив Конан (фильм 03) — Синъити Кудо / Вор Кид
- Гравитация OVA — Рюйти Сакума
- Inuki Kanako Zekkyou Collection: Gakkou ga Kowai! — Букида (Кида Фумио)
- One Piece [ТВ] — Усопп
- Sakura Taisen 2 — Сэммацу Обезьяна

2000
- Детектив Конан OVA-1 — Синъити Кудо / Вор Кид
- Детектив Конан (фильм 04) — Синъити Кудо
- Видение Эскафлона — Фильм — Честа
- Gravitation [ТВ] — Рюити Сакума
- Инуяся [ТВ] — Инуяся
- One Piece (спецвыпуск #1) — Усопп

2001
- Бейблэйд [ТВ] (первый сезон) — Майкл
- One Piece: Танцевальный марафон Джанго — Усопп
- One Piece: Фильм второй — Усопп
- Сестры-принцессы — Ямада Таро
- Генешафт — Жан Гадо
- Galaxy Angel — Макс (эп. 20)
- Детектив Конан (фильм 05) — Синъити Кудо
- Blue Remains — Мирэо
- Инуяся (фильм первый) — Инуяся

2002
- Детектив Конан OVA-2 — Синъити Кудо
- One Piece: Футбольный король мечты — Усопп
- Почти человек — Руальт
- Ган Фронтир — Тотиро
- Моя Ризельмина — Томонори Иваки
- Двенадцать Царств — Рокута
- Детектив Конан (фильм 06) — Синъити Кудо
- Fortune Dogs — Кинта
- Хроники молодожёнов — Таку Ямада (парень Рики)
- Asobotto Senki Goku — Гоку
- Pecola — Басятто-сан
- Белый крест II [ТВ] — Сэна Идзуми
- Бесконечная одиссея капитана Харлока — Тотиро
- Гадюка (Viper GTS) — Огава
- Инуяся (фильм второй) — Инуяся

2003
- Мышь — Сората Муон / Мышь
- One Piece (спецвыпуск #2) — Усопп
- Detective Conan (фильм 07) — Синъити Кудо
- Театр Румико Такахаси — Бэтто (эп. 2)
- Kikaider-01: The Animation — Guitar wo Motta Shonen — Сабуро Кадзэда / Инадзумен
- Папуа [ТВ-2] — Чаппи / Доктор Гумма
- Железный миротворец — Симпати Нагакура
- One Piece (спецвыпуск #3) — Усопп
- Инуяся (фильм третий) — Инуяся

2004
- Detective Conan OVA-4 — Вор Кид
- Мёртвые листья: Звёздная тюряга — Ретро
- Сержант Кэроро [ТВ] — Тороро
- Учительский час — Кэнта Суэтакэ
- Detective Conan (фильм 08) — Синъити Кудо / Вор Кид
- Инуяся (спэшл) — Инуяся
- DearS — Хикоро Ойкава
- Space Symphonic Poem Maetel ~Galaxy Express 999 Side Story~ — Тотиро Ояма
- Netrunmon — ББ Бегун
- Инуяся (фильм четвёртый) — Инуяся

2005
- One Piece: Фильм шестой — Усопп
- Eyeshield 21 TV — Раймон Таро
- Детектив Конан (фильм 09) — Синъити Кудо
- Meitantei Conan: Conan vs Kid — Shark & Jewel — Вор Кид
- Парадайз Кисс — Цутому Ямагути
- Закон Уэки — Хидэёси

2006
- Аякаси: Классика японских ужасов — Кайкаймару
- Futari wa Precure Splash Star — Флоппи
- One Piece: Фильм седьмой — Усопп
- Детектив Конан OVA-6 — Вор Кид
- Kiba — Хью
- Detective Conan: The Private Eyes' Requiem — Синъити Кудо / Вор Кид
- Перо ангела — Мисоно Кай
- Флаг — Акира
- Meitantei Conan: Conan vs Kid — Shikkoku no Sniper — Вор Кид
- Тетрадь смерти [ТВ] — L
- Super Robot Taisen: OG Divine Wars — Таск Сингудзи
- Свобода — Бис
- Futari wa Precure Splash Star Tick Tack Kiki Ippatsu! — Флоппи
- Gekijouban Doubutsu no Mori — Фута (Блазерс)

2007
- One Piece: Фильм восьмой — Усопп
- Синий Дракон (первый сезон) — Андропов
- Детектив Конан (фильм 11) — Синъити Кудо
- Шумиха! — Чик Джефферсон
- Сначала 2 (сезон первый) — Ватару Итабаси

2008
- One Piece: Фильм девятый — Усопп
- Сначала 2 (сезон второй) — Ватару Итабаси
- Анжелика [ТВ-3], [ТВ-4] — Рэне
- Detective Conan: Full Score of Fear — Синъити Кудо
- Стич! — Кидзимуна
- To Love-Ru — Лакоспо

2009
- Люпен III против Детектива Конана — Синъити Кудо
- Pandora Hearts — Чеширский кот

2010
- Magic Kaito — Кайто

2011
- Hunter × Hunter — Фейтан
- Dororon Enma-kun Meeramera — Эмма

2017
- Невеста чародея — Оберон

## Озвучка в играх
- 1997 — Grandia — Рапп
- 2002 — Breath of Fire: Dragon Quarter — Рю
- 2010 — Danganronpa: Trigger Happy Havoc — Хифуми Ямада, Дзин Киригири
- 2011 — Ni no Kuni: Wrath of the White Witch — Philip (яп. マーク ма:ку)[1]